# Kyle Filipowski
Kyle Jarred "Flip" Filipowski (Middletown, Nueva York; 7 de noviembre de 2003) es un baloncestista estadounidense que pertenece a la plantilla de los Utah Jazz de la NBA. Con 2,13 metros de estatura, juega en la posición de pívot.

## Trayectoria deportiva

### Universidad
Tras participar en su etapa de instituto en los prestigiosos Jordan Brand Classic y Jordan Brand Classic, jugó dos temporadas con los Blue Devils de la Universidad de Duke, en las que promedió 15,8 puntos, 8,6 rebotes, 2,2 asistencias, 1,2 robos de balón y 1,1 tapones por partido. Al término de su primera fue elegido Rookie del Año de la Atlantic Coast Conference e incluido en el segundo mejor quinteto de la conferencia.
Al término de su segunda temporada, tras ser incluido en el mejor quinteto de la ACC y en el segundo equipo consensuado All-American, se declaró elegible para el draft de la NBA, renunciando a su elegibilidad universitaria restante.

#### Estadísticas
| Año     | Equipo | PJ | PT | MPP  | %TC  | %3P  | %TL  | RPP | APP | ROB | TPP | PPP  |
| ------- | ------ | -- | -- | ---- | ---- | ---- | ---- | --- | --- | --- | --- | ---- |
| 2022–23 | Duke   | 36 | 36 | 29.1 | .441 | .282 | .765 | 9.0 | 1.6 | 1.3 | .7  | 15.1 |
| 2023–24 | Duke   | 36 | 36 | 30.4 | .505 | .348 | .671 | 8.3 | 2.8 | 1.1 | 1.5 | 16.4 |
| Total   | Total  | 72 | 72 | 29.8 | .473 | .314 | .718 | 8.6 | 2.2 | 1.2 | 1.1 | 15.8 |

### Profesional
El 26 de junio fue elegido en la trigésimo segunda posición del Draft de la NBA de 2024 por los Utah Jazz, con los que firmó contrato el 12 de agosto.

## Estadísticas de su carrera en la NBA

### Temporada regular
| Año     | Equipo | PJ | PT | MPP  | %TC  | %3P  | %TL  | RPP | APP | ROB | TPP | PPP |
| ------- | ------ | -- | -- | ---- | ---- | ---- | ---- | --- | --- | --- | --- | --- |
| 2024-25 | Utah   | 72 | 27 | 21.1 | .502 | .350 | .650 | 6.1 | 1.9 | .7  | .3  | 9.6 |
| Total   | Total  | 72 | 27 | 21.1 | .502 | .350 | .650 | 6.1 | 1.9 | .7  | .3  | 9.6 |